# Gerontechnologie
Gerontechnologie is een interdisciplinair academisch en professioneel domein dat gevormd wordt door gerontologie met technologie te verbinden.

## Wat is gerontechnologie?
De duurzaamheid van onze verouderende samenleving hangt af van de mate waarin we geschikte omgevingen kunnen verwezenlijken voor onafhankelijkheid en volledige sociale participatie. Dit betreft iedere technologie voor een goede gezondheid, gerieflijkheid en veiligheid. Samengevat: gerontechnologie gaat over het aanpassen van technologische omgevingen aan de menselijke behoeften aan gezondheid, huisvesting, mobiliteit, communicatie, vrije tijd en werk.

## Onderzoek
De onderzoeksresultaten worden benut voor het creëren van de optimale leefomgeving voor alle leeftijden door de ontwerper, bouwkundige, ingenieur, fabrikant, en de professionals in gezondheidswetenschappen (verpleegkunde, geneeskunde, gerontologie, geriatrie, omgevingspsychologie, etc.).

## Tijdschrift
'Gerontechnology' is de naam van het international academische tijdschrift op dit gebied. Het wordt uitgegeven door de International Society for Gerontechnology.

### Tijdschrift Gerontechnology
- Gerontechnology
- International Society for Gerontechnology